# گربه وحشی (فیلم ۱۳۴۱)
گربه وحشی فیلمی به کارگردانی  و نویسندگی پرویز خطیبی محصول سال ۱۳۴۱ است.

## بازیگران
- منصور والامقام
- هوشنگ سارنگ
- آفت
- عزیزه
- عزت‌الله مقبلی
- پریا
- رحیم روشنیان
- اصغر تیموری
- اصغر بیچاره
- نسیم